# Ханнес, Вильфрид
Ви́льфрид Ха́ннес (нем. Wilfried Hannes; род. 17 мая 1957, Дюрен, Северный Рейн-Вестфалия) — немецкий футболист, выступавший на позиции защитника, и тренер.

## Карьера
В 1975 году Ханнес перешёл из родного клуба «Дюрен 99» в мёнхенгладбахскую «Боруссию», с которой дважды выиграл Бундеслигу (в 1976 и 1977 годах), один раз выиграл Кубок УЕФА (в 1979 году), а также доходил до финалов Кубка Германии (в 1984 году) и Кубка УЕФА (в 1980 году). После 11 лет в «Боруссии» он провёл ещё два года в Бундеслиге за «Шальке 04». В последние годы карьеры Ханнес играл за швейцарские клубы «Беллинцона» и «Арау». После завершения карьеры Вильфрид работал тренером любительских клубов.
За сборную ФРГ Ханнес провёл восемь матчей. В 1982 году он в её составе стал вице-чемпионом мира, но в финальном турнире ни разу не сыграл.
В 2000 году Ханнес был выбран болельщиками в «Сборную столетия» лучших игроков мёнхенгладбахской «Боруссии» в XX веке.

## Достижения
«Боруссия» (Мёнхенгладбах)
- Чемпион Германии: 1975/76, 1976/77
- Вице-чемпион Германии: 1977/78
- Обладатель Кубка УЕФА: 1978/79

Сборная Германии
- Серебряный призёр чемпионата мира: 1982